# Cortina d'Ampezzo
|  | No s'ha de confondre amb Ampezzo (Udine). |

Cortina d'Ampezzo (ladí Anpezo, alemany Hayden) és un municipi italià, dins de la província de Belluno. És un dels municipis de la vall d'Anpezo (Ladínia). L'any 2007 tenia 6.150 habitants. Limita amb els municipis d'Auronzo di Cadore, Badia (BZ), Prags (BZ), Colle Santa Lucia, Toblach (BZ), Livinallongo del Col di Lana, Mareo (BZ) i San Vito di Cadore.
Comprèn les fraccions d'Acquabona (Agabòna), Alverà, Bigontina (Begontina), Cadelverzo (Ciadelvèrzo), Cademai, Cadin (Ciadìn), Campo (Ciànpo), Chiamulera (Ciamulèra), Chiave (Ciàe), Cianderìes, Coiana (Cojana), Col, Cortina, Crìgnes, Doneà, Fiames (Fiàmes), Fraìna, Gilardon (Jilardòn), Grava (Gràa), Guargné, Lacedel (Lazedèl), Manaìgo, Maion (Majon), Melères, Mortisa (Mortìja), Pecol (Pecòl), Pezié, Pian da Lago, Pocol (Pocòl), Rònco, Salieto, Socòl, Staulin (Staulìn), Val, Verocai (Gnoche), Vera (Ra Éra), Zuél (Suél).

## Descripció
Situat al riu Boite, en una vall alpina, és una estació d'esports d'estiu i d'hivern coneguda per les seves pistes d'esquí, paisatges, allotjaments, botigues i el après-ski, i per la seva jet set i la seva multitud aristocràtica italiana.
A l'Edat Mitjana, Ampezzo va caure sota la jurisdicció del Patriarcat d'Aquileia i del Sacre Imperi Romanogermànic. L'any 1420 va ser conquerida per la República de Venècia. A partir de 1508, va passar bona part de la seva història sota el domini dels Habsburg, patint breument alguns canvis territorials sota Napoleó, abans de ser retornat a l'Imperi Austríac (més tard Àustria-Hongria), que el va mantenir fins al 1918. A partir del segle xix, Ampezzo es va convertir en un notable centre regional d'artesania. Els primers estiuejants britànics i alemanys van apreciar els productes artesanals locals a mesura que va sorgir el turisme a finals del segle xix. Entre les especialitzacions de la ciutat hi havia l'elaboració de fusta per a mobles, la producció d'estufes de rajoles i articles de ferro, coure i vidre. Avui en dia, l'economia local prospera amb el turisme, especialment durant la temporada d'hivern, quan la població de la ciutat normalment augmenta d'uns 7.000 a 40.000 habitants. La Basílica Minore dei Santi Filippo e Giacomo va ser construïda entre 1769 i 1775 al lloc de dues antigues esglésies dels segles XIII i XVI; és la seu de la parròquia i el deganat de Cortina d'Ampezzo. La ciutat també conté el Museu de Paleontologia Rinaldo Zardini, establert el 1975, el Museu d'Art Modern Mario Rimoldi i el Museu Etnogràfic Regole d'Ampezzo. Tot i que Cortina d'Ampezzo no va poder seguir endavant amb els Jocs Olímpics d'hivern programats el 1944 a causa de la Segona Guerra Mundial, va acollir els Jocs Olímpics d'hivern de 1956 i, posteriorment, diversos esdeveniments mundials d'esports d'hivern. Cortina d'Ampezzo acollirà els Jocs Olímpics d'hivern per segona vegada quan acull els Jocs Olímpics d'hivern de 2026 amb Milà. La ciutat acull l'SG Cortina, un equip professional d'hoquei sobre gel de primer nivell, i Cortina d'Ampezzo també és el punt d'inici i final de la cursa anual de la Copa d'Or de les Dolomites. A la ciutat s'han rodat diverses pel·lícules, entre les quals destaquen La pantera rosa (1963), Només per als teus ulls (1981) i Cliffhanger (1993).

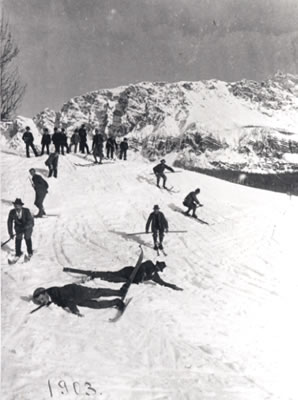

## Clima
Cortina d'Ampezzo té un clima continental humit amb estius curts i hiverns llargs que oscil·len entre freds, nevats, inestables i temperats. A finals de desembre i principis de gener, algunes de les temperatures més baixes registrades a Itàlia es troben a aquesta regió, especialment al cim del pas de Cimabanche, a la frontera entre les províncies de Belluno i Bolzano. Les altres estacions són generalment plujoses, fresques a càlides i ventoses. Durant l'estiu hi ha temperatures de fins a 25 graus.

## Demographics
La població de Cortina va créixer de manera constant des del moment en què va ser annexada a l'Estat italià fins als anys seixanta. Posteriorment, va experimentar un fort descens (2.099 habitants menys en un període de 30 anys), amb signes de recuperació només en els últims anys. No obstant això, amb 6.112 habitants, Cortina d'Ampezzo és el setè lloc més poblat de la província després de Belluno (36.509), Feltre (20.688), Sedico (9.734), Ponte nelle Alpi (8.521), Santa Giustina (6.795) i Mel (6.272). L'any 2008 es van registrar 44 naixements (7,1 ‰) i 67 defuncions (10,9%), la qual cosa suposa una reducció global de 23 habitants (−3,8 ‰). Les 2.808 famílies de la ciutat constaven de mitjana de 2,2 persones.
La presència de residents estrangers a Cortina d'Ampezzo és un fenomen força recent, ja que només representa un nombre reduït d'habitants en el que, en tot cas, és un municipi força petit. A la població hi ha 298 estrangers residents, que representen el 4,9% de la població total. Això es compara amb el 7,0% a la ciutat de Belluno, el 6,4% a tota la província de Belluno i el 10,2% a la regió del Vèneto.

### Llengua i dialectes
A més de l'italià, la majoria de la població parla amb fluïdesa l'ampezzano, una variant local del ladí, ara reconeguda com a llengua més que com a dialecte. El ladí és una llengua retoromànica i s'assembla molt al romanx, que es parla a Suïssa. La preservació de la llengua local, com a mitjà viu utilitzat per les generacions més joves, és vista com un símbol d'orgull i vinculació al patrimoni local. La cultura ladina i tirolesa segueix sobrevivent malgrat la pressió creixent que s'enfronta en els darrers anys. La seva importància comença fins i tot a ser reconeguda per les autoritats locals que el desembre de 2007 van decidir utilitzar el ladí en els rètols dels noms de carrers i pobles d'acord amb la normativa de protecció de les minories lingüístiques vigent des de 1999.

## Administració
| Període | Identitat         | Partit        |
| ------- | ----------------- | ------------- |
| 2004-   | Andrea Franceschi | Llista cívica |

## Punts de referència

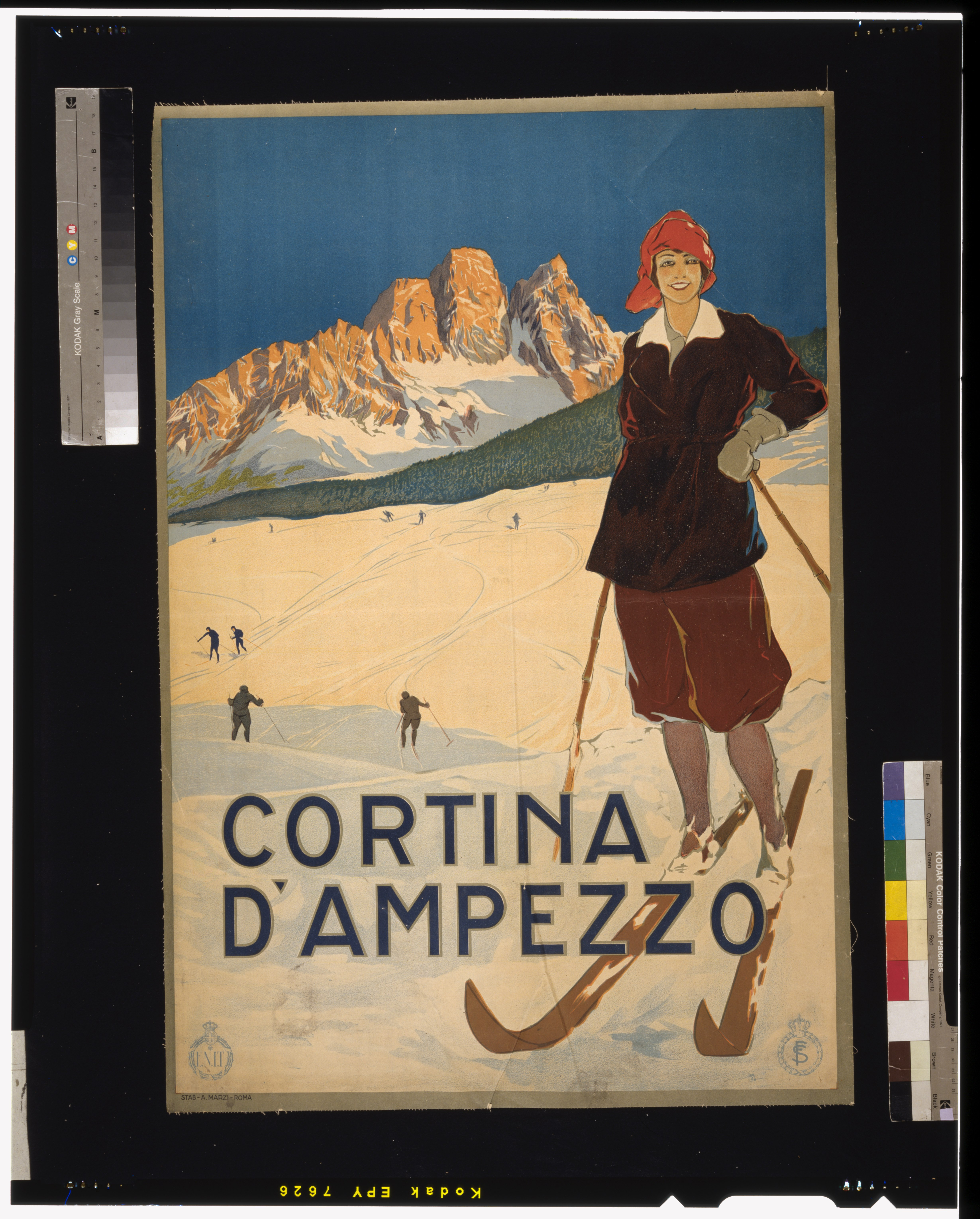
Pòster del 1920

A prop del pont del riu Bigontina hi ha l'Ajuntament, un palau d'estil tirolès. La plaça Angelo Dibona acull diversos llocs d'interès. La Ciasa de ra Regoles és un dels edificis legals més importants d'Ampezzo, on els "regolieri" —un consell dels pobles locals que es trobaven abans de la fusió de la ciutat— formen la comunitat i donen ordres administratives. Va ser en un temps la seu de l'escola primària d'Ampezzo. Actualment conté les oficines de Comunanza delle Regole d'Ampezzo i el Museu d'Art Modern "Mario Rimoldi". La plaça principal de Cortina d'Ampezzo rep el nom del famós guia de muntanya local Angelo Dibona

## Esports

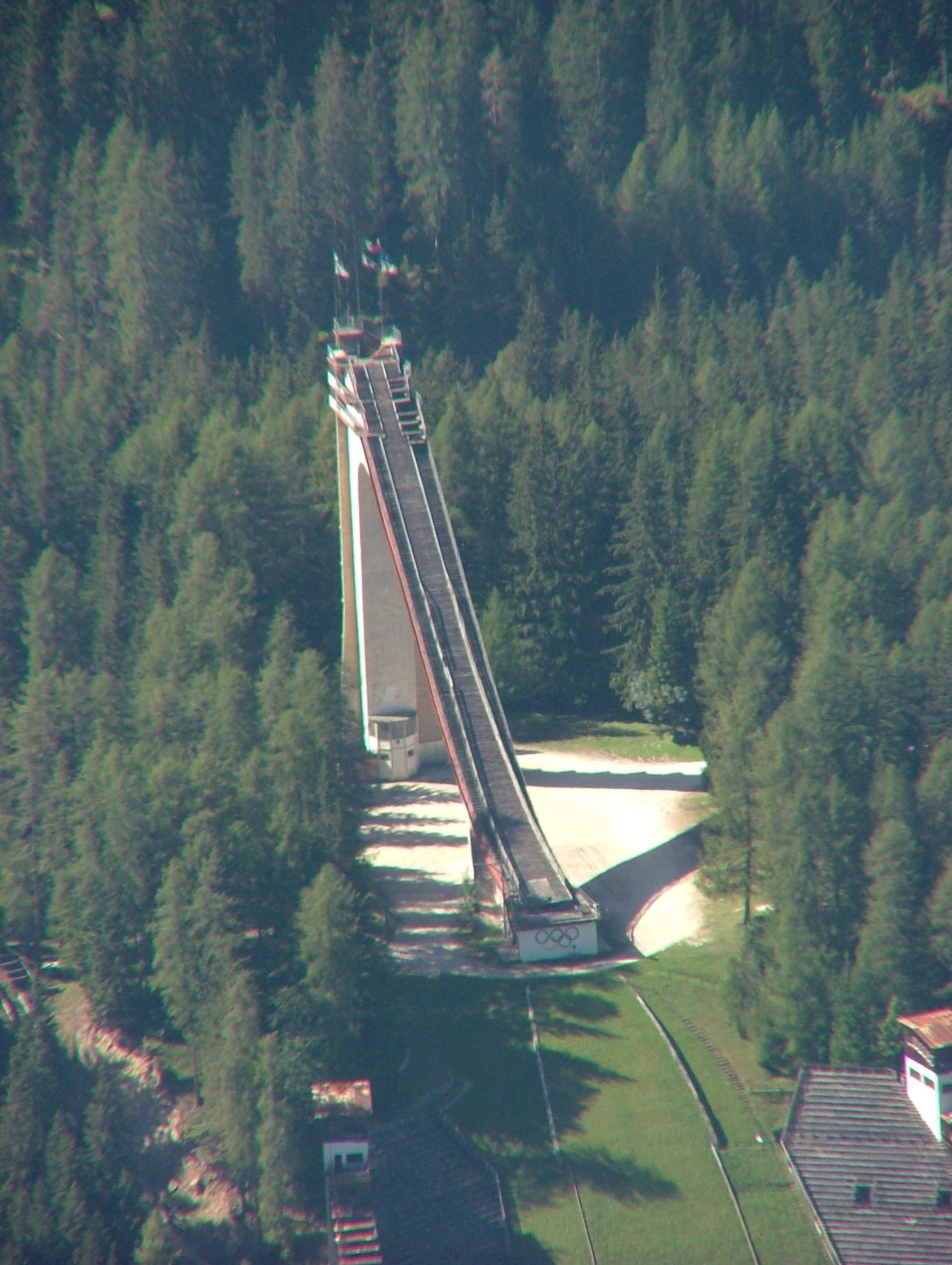
Trampolí olímpic d'esquí

Cortina d'Ampezzo va acollir els Jocs Olímpics d'Hivern de 1956, programats inicialment per al 1944, però cancel·lats a causa de la Segona Guerra Mundial. Els Campionats del món nòrdic de 1927, nòrdics de 1941 i alpís de 1941 també es van celebrar a Cortina, encara que ambdós campionats de 1941 van ser retirats per la Federació Internacional d'Esquí (FIS) el 1946. La regió va perdre les candidatures als Jocs Olímpics d'hivern el 1988 (Calgary, Alberta) i el 1992 (Albertville, França).

## Vegeu també

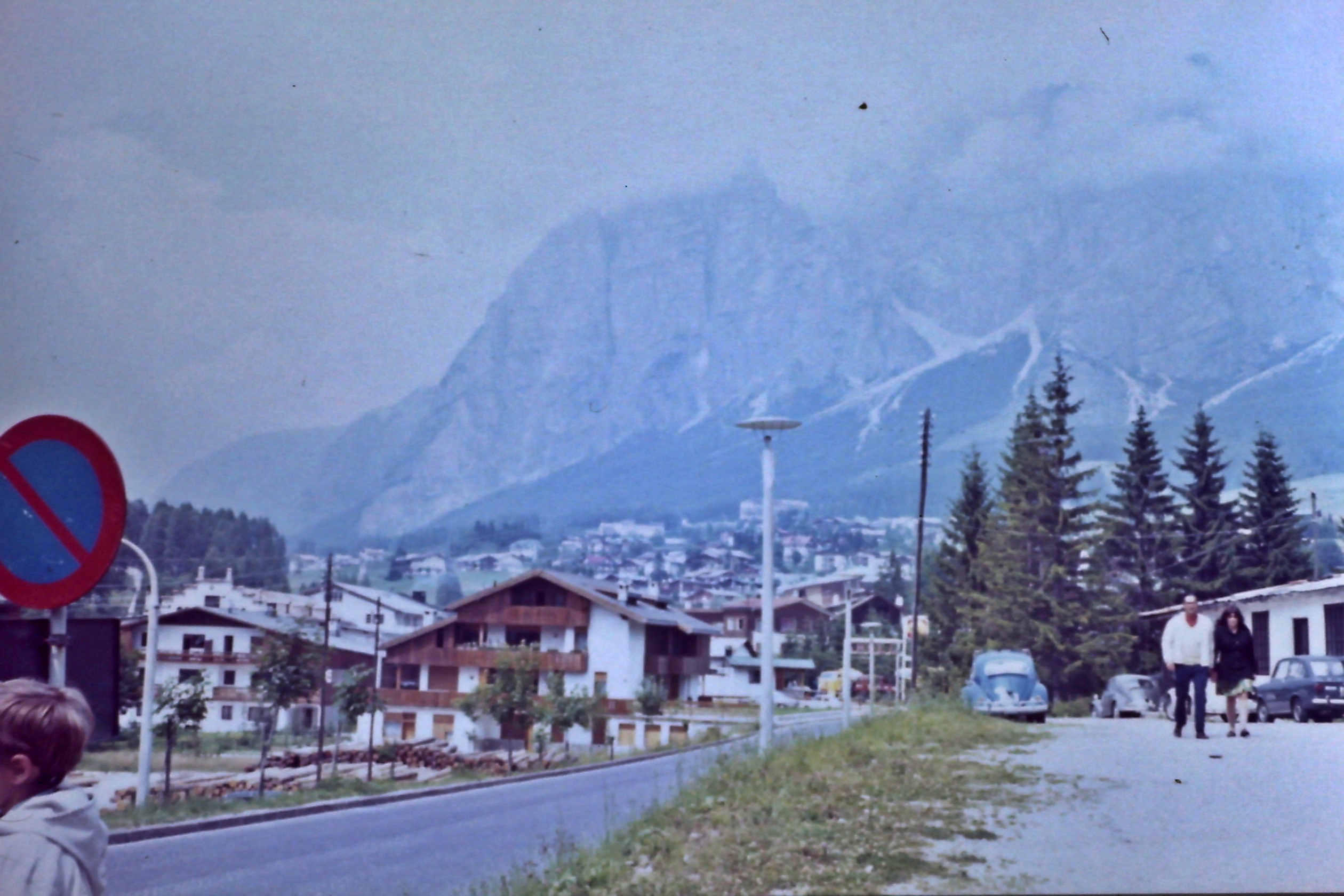
Cortina el 1971

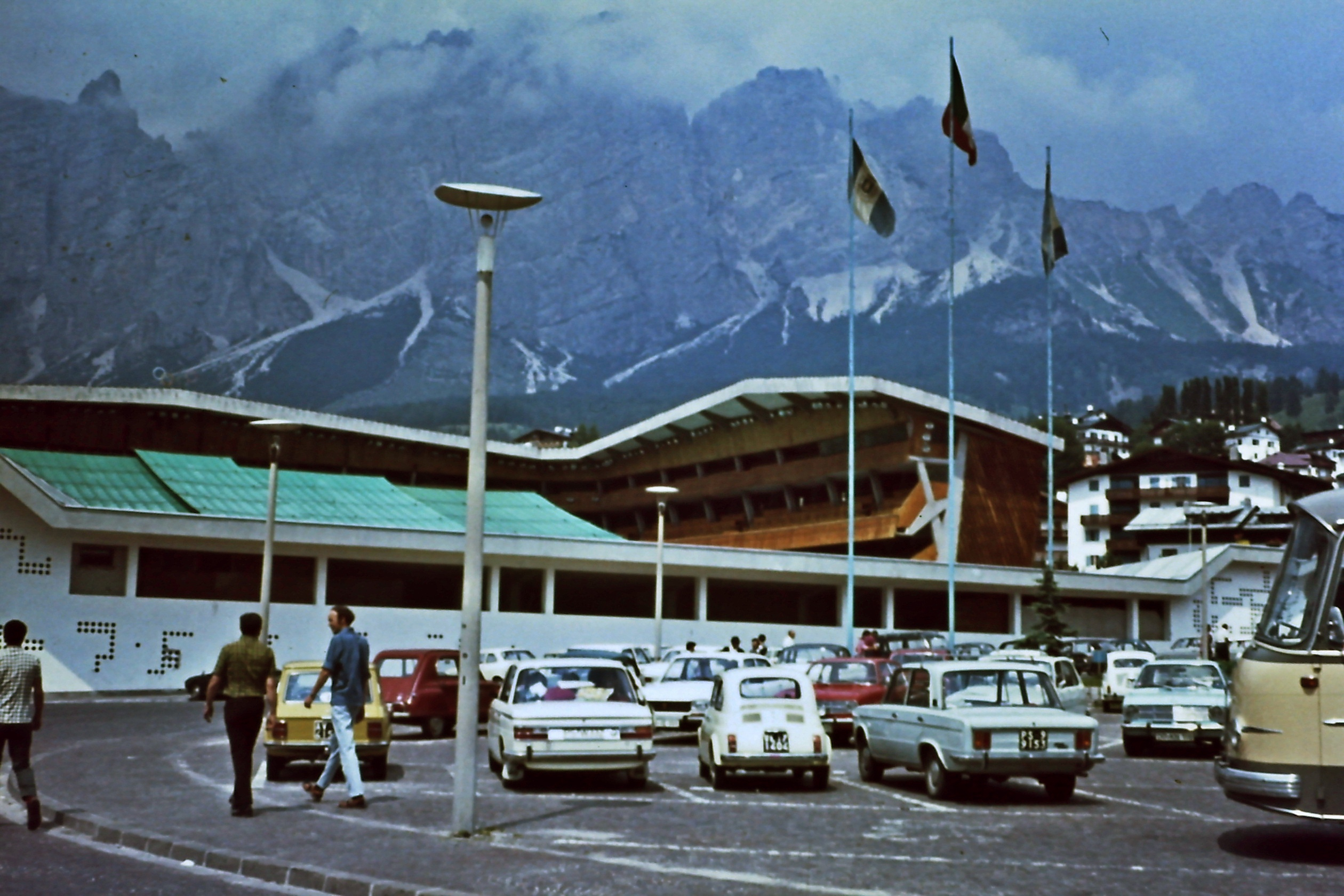
Estadi Olímpic de Gel a l'estiu de 1971

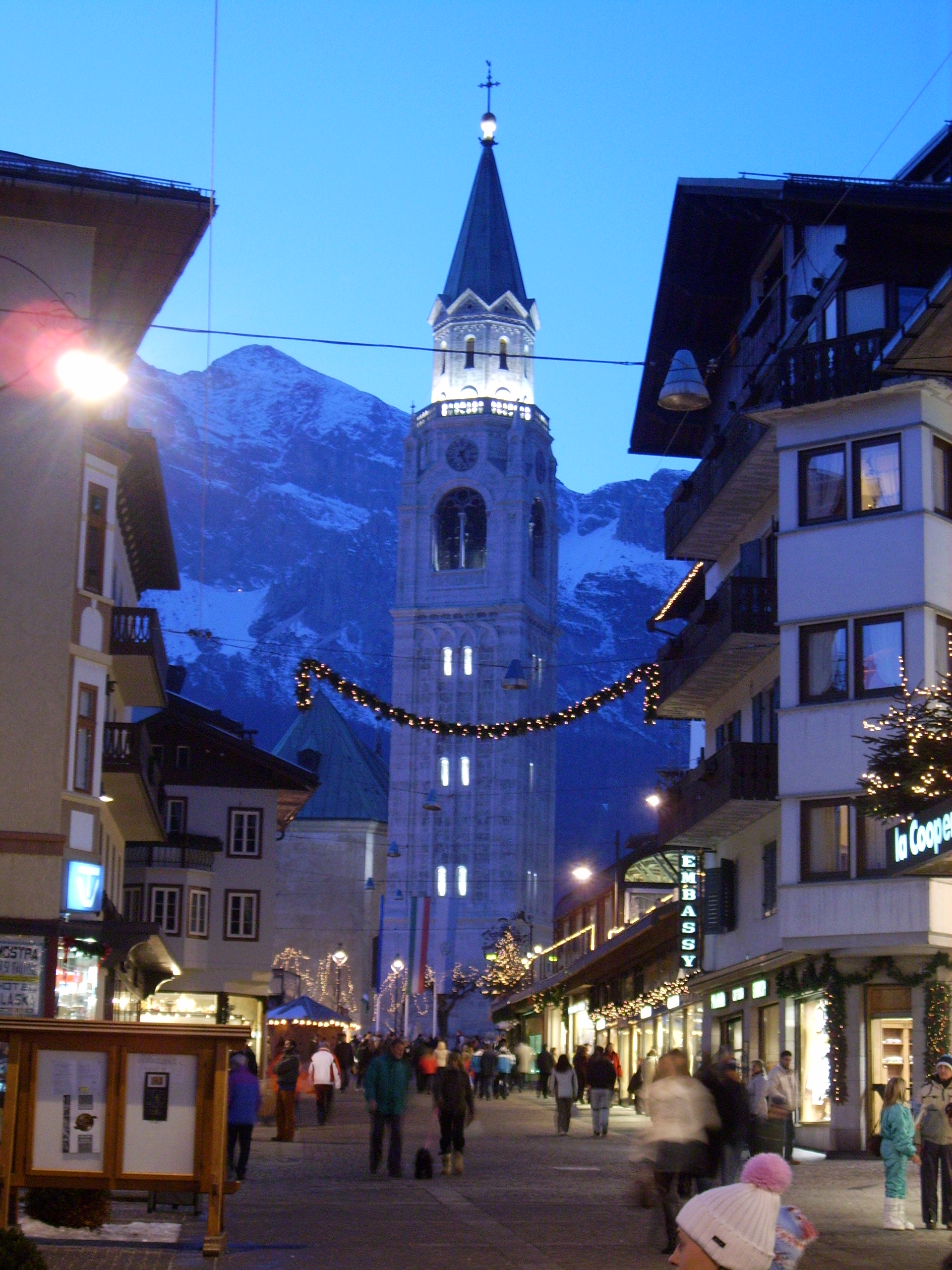
Centre ciutat de Cortina